# Subliminal (rapero)
Ya'akov «Kobi"» Shimoni (en hebreo: יעקב "קובי" שמעוני, nacido el 13 de noviembre de 1979 en Tel Aviv) generalmente conocido por su nombre artístico Subliminal (en hebreo: סאבלימינל), es un rapero israelí y un productor de música.

## Primeros años
Subliminal nació en Tel Aviv, Israel, de madre judía persa y padre judío tunecino de Gafsa. Subliminal comenzó a hacer música a los 12 años y a los 15 conoció a Yoav Eliasi. Los dos rápidamente se hicieron amigos como resultado de su amor mutuo por el hip-hop.
En 1995, los dos comenzaron a actuar en clubes israelíes dirigidos a una audiencia de hip-hop, vistiendo ropa holgada y cadenas de oro. Rápidamente desarrollaron seguidores entre la juventud de la nación y pronto sacaron su primer álbum, "The Light From Zion".
Después del estallido de la Segunda Intifada en 2000, los dos comenzaron a escribir canciones patrióticas. Se hicieron conocidos como creadores del "hip-hop sionista", una etiqueta que aún se les aplica. En contraste adicional con la naturaleza generalmente rebelde "fuera de la ley" de la mayoría del hip-hop, también elogian el servicio militar y evitan las drogas y el tabaco.

## Impacto social
A lo largo de sus letras y conciertos, Subliminal y su grupo de rap pretenden inspirar y animar a las nuevas generaciones a estar como una nación israelí unificada. En muchos de sus conciertos, Subliminal empieza llamando a la audiencia, "¡Quien esté orgulloso de ser sionista en el Estado de Israel, que levante las manos al aire! ¡Grita yeah!" Subliminal puede ser visto en muchos de sus conciertos llevando ropa rapera estadounidense y una larga cadena con la estrella de David colgada del cuello.